# Unione Sportiva Foggia
A Calcio Foggia 1920, simplesmente Foggia, é um clube italiano de futebol da cidade de Foggia. Atualmente, disputa a Serie C equivalente a 3° divisão italiana.

## História
O clube foi fundado em 1920 e tem uma rica história no futebol italiano. 
O Foggia Calcio viveu os melhores períodos da sua história nas décadas de sessenta e setenta do século XX (acumular nestes vinte anos: 7 jogos na Série A e 11 na Série B); e na primeira metade dos anos noventa, jogando quatro temporadas consecutivas na primeira divisão. 
Durante os anos 80 e 90, o Foggia Calcio alcançou seu auge de sucesso. Sob o comando do técnico Zdeněk Zeman, a equipe adotou um estilo de jogo ofensivo e atrativo, conhecido como "Foggia dos sonhos". Eles conquistaram várias promoções consecutivas e alcançaram a Serie A, a primeira divisão do futebol italiano, na temporada 1991-1992.
Na Serie A, o Foggia Calcio ganhou destaque por sua abordagem ousada e por jogadores talentosos, como Giuseppe Signori, Francesco Baiano e Igor Kolyvanov;  jogando um futebol moderno, rápido, voltado para o ataque, a um nível pouco visto antes no normalmente defensivo futebol italiano, levando o pequeno clube a quase se classificar para a Taça UEFA.
No entanto, a equipe lutou para manter sua posição na elite do futebol italiano e acabou sendo rebaixada após a temporada 1994-1995.
Desde então, o Foggia Calcio tem passado por altos e baixos, competindo principalmente em divisões inferiores do futebol italiano. No entanto, o clube mantém uma base de torcedores fiéis e continua a representar a cidade de Foggia em competições locais e nacionais.
Em 2012, devido a problemas econômicos o clube foi re-fundado. A equipe começou na Serie D graças ao 'art. 52 como 10 das Normas Organizativas Internas Federais da Figc e foi imediatamente promovido para a Lega Pro; e logo depois, conquistou o campeonato e voltou para a Série B.
O Foggia Disputa as partidas como mandante no estádio Pino Zaccheria, que tem capacidade para 25.085 espectadores.
A equipe tem seu próprio centro de treinamento o Centro Sportivo Comunale di Ordona, que foi cedido pela prefeitura, que conta com um gramado do tipo sintético.

## Palmarès

### Participação em campeonatos nacionais
1. Série A: 11 Participações
2. Série B : 27 Participações
3. Série C : 44 Participações
4. Serie D : 12 Participações

Titulos

1 Série BKT 1990-91
1 Italian Coppa Lega Pro B 1933-34
3 Italian Coppa Lega Pro C
1 Italian Lega Pro 2 Champion